# Гермерсгайм
Гермерсгайм (нім. Germersheim) — місто в Німеччині, розташоване в землі Рейнланд-Пфальц. Адміністративний центр однойменного району. Розташоване на лівому березі Рейну південніше Шпаєра, через який в межах міста є залізничний та автомобільно-пішохідний мости.
Площа — 21,40 км2. Населення становить 20 643 ос. (станом на 31 грудня 2020).

## Уродженці
- Герман Ліхтенбергер (1892—1959) — німецький офіцер, генерал-майор люфтваффе.